# Além Paraíba (kommun)
Além Paraíba är en kommun i Brasilien.   Den ligger i delstaten Minas Gerais, i den sydöstra delen av landet, 900 km sydost om huvudstaden Brasília. Antalet invånare är 34 341.
Följande samhällen finns i Além Paraíba:
- Além Paraíba

Omgivningarna runt Além Paraíba är huvudsakligen savann. Runt Além Paraíba är det ganska tätbefolkat, med 93 invånare per kvadratkilometer.